# Feeding the crocodile
Feeding the crocodile is het achtste studioalbum van US. De voorafgaande albums lieten zien dat de basis van de band steeds smaller werd en bij dit album bestond US nog maar uit onderstaande twee musici. Jos Wernars vond het toch de moeite waard om met zijn tweeën verder te gaan. De critici waren daarbij van mening dat het niet ontbrak aan goede muziekcomposities en teksten, maar dat de stem van Wernars zich eigenlijk niet leende voor zang. 

## Musici
- Jos Wernars – alle muziekinstrumenten, zang
- Marijke Werners - zang

## Muziek
| Nr. | Titel                      | Duur  |
| --- | -------------------------- | ----- |
| 1.  | Feeding the crocodile      | 42:53 |
| 2.  | The greatest show on earth | 8:01  |
| 3.  | The winds of March         | 11:24 |